# Трясинники
Трясинники (лат. Scirtidae) — семейство насекомых отряда жесткокрылых.

## Описание
Размер тела взрослых жуков около 2—5 мм. Личинки обладают длинными, многочлениковыми антеннами, в отличие от личинок всех остальных насекомых с полным превращением. 

## Синонимы
- Cyphonidae Stephens, 1830
- Elodidae Shuckard, 1840
- Helodidae Agassiz, 1846

## Экология и местообитания
Личинки жуков обитают в стоячей и проточной воде, питаются живущими в воде микроорганизмами.

## Поведение
Взрослых жуков привлекает свет.